# Kakuluk Mesak
Kakuluk Mesak ist ein indonesischer Distrikt (Kecamatan) im Regierungsbezirk Belu (Provinz Ost-Nusa Tenggara).

## Geographie
Kakuluk Mesak liegt an der Nordküste Westtimors an der Sawusee. Im Osten grenzt Kakuluk Mesak an den Distrikt Osttasifeto (Tasifeto Timur), im Süden an die Distrikte Atambua (Kota Atambua), Westatambua (Atambua Barat), Südatambua (Atambua Selatan) und Westtasifeto (Tasifeto Barat). Im Westen liegt der Regierungsbezirk Nordzentraltimor (Timor Tengah Utara).
Der Distrikt Kakuluk Mesak teilt sich in die Desas Fatukety (1.986 Einwohner 2010), Kabuna (5.370), Kenebibi (2.661), Jenilu (2.477), Leosama (1.253) und Dualaus (3.861).
Verwaltungssitz ist Umarese im Desa Dualaus.

## Einwohner
2010 lebten in Kakuluk Mesak 17.608 Menschen. Sie gehören mehrheitlich zur Ethnie der nördlichen Tetum und sind in ihrer Mehrheit katholischen Glaubens.